# Cubla Góra
Cubla Góra (565, 531 m) – dwuwierzchołkowy szczyt w grzbiecie łączącym Ciecień (829 m) z Grodziskiem (618 m) w Beskidzie Wyspowym. Od Grodziska oddziela go niewybitne wzniesienie 508 m, od Cietnia oddzielony jest jeszcze trzema szczytami, najwybitniejszy z nich to Księża Góra (649 m).
Cubla Góra to niewybitny szczyt, ma jednak znaczenie topograficzne. Po jego północnej stronie, na płytkiej przełączce między niższym wierzchołkiem 531 m Cublej Góry, a wierzchołkiem 508 m, krzyżują się dwa szlaki turystyczne: niebieski biegnący grzbietem Pasma Cietnia i czarny ze Szczyrzyca, który tutaj kończy się. Szlaki te omijają jednak wierzchołek Cublej Góry; niebieski trawersuje jej wschodnie stoki, a czarny ze Szczyrzyca prowadzi dużo niżej, północno-wschodnimi stokami na przełączkę.
Grzbiet Pasma Cietnia tworzy naturalną granicę między sąsiednimi miejscowościami. Stoki zachodnie, porośnięte lasem tylko w górnej części należą do miejscowości Wiśniowa i opadają do doliny Krzyworzeki, wschodnie, całkowicie porośnięte lasem opadają do doliny Stradomki w miejscowości Pogorzany. Od sąsiedniego grzbietu opadającego z wierzchołka 508 m oddziela go dolina potoku uchodzącego do Stradomki.
Szlaki turystyki pieszej
 Poznachowice Górne – Grodzisko – Przełęcz pod Cublą Górą – Cubla Góra – Księża Góra – Ciecień – Wierzbanowska Przełęcz. Czas przejścia 4.40 h (↓ 4:15 h)
 Szczyrzyc – Pogorzany – przełęcz pod Cublą Górą. Czas przejścia 2:30 h (↓ 2 h)